# Barbara Ferries
Barbara Ferries, née le 5 septembre 1944 à Houghton, est une skieuse alpine américaine originaire d'Aspen.

## Palmarès

### Jeux olympiques d'hiver
| Épreuve / Édition | Descente | Slalom géant | Slalom      |
| JO 1964 Innsbruck | —        | 20e          | Disqualifié |

### Championnats du monde
| Épreuve / Édition      | Descente | Slalom géant | Slalom      | Combiné |
| Mondiaux 1962 Chamonix | Bronze   | 5e           | 18e         | 8e      |
| JO 1964 Innsbruck      | —        | 20e          | Disqualifié | —       |